# Gare de Solignac - Le Vigen
La gare de Solignac - Le Vigen est une gare ferroviaire française sur la ligne des Aubrais - Orléans à Montauban-Ville-Bourbon, située sur le territoire de la commune du Vigen, près de Solignac, dans le département de la Haute-Vienne, en région Nouvelle-Aquitaine.
Solignac - Le Vigen est une halte de la Société nationale des chemins de fer français (SNCF), desservie par des trains express régionaux de Nouvelle-Aquitaine (TER Nouvelle-Aquitaine).

## Situation ferroviaire
Établie à 281 m d'altitude, la gare de Solignac - Le Vigen est située au point kilométrique (PK) 412,919 de la ligne des Aubrais - Orléans à Montauban-Ville-Bourbon, entre les gares ouvertes de Limoges-Bénédictins et Pierre-Buffière.

## Historique
La gare de Solignac - Le Vigen est ouverte le 1er juillet 1893 lors de la mise en service de la ligne à double voie, de Limoges à Brive-la-Gaillarde via Uzerche. Avec l'ouverture de ce tronçon, la Compagnie du chemin de fer de Paris à Orléans complète son grand axe ferroviaire permettant un trajet direct entre Paris et Toulouse.

### Fréquentation
Selon les estimations de la SNCF, la fréquentation annuelle de la gare figure dans le tableau ci-dessous.
| Année               | 2015  | 2016  | 2017  | 2018  | 2019  | 2020  | 2021  | 2022  | 2023  |
| ------------------- | ----- | ----- | ----- | ----- | ----- | ----- | ----- | ----- | ----- |
| Nombre de voyageurs | 2 572 | 2 047 | 1 900 | 1 234 | 1 752 | 1 044 | 1 466 | 4 249 | 4 834 |

## Services voyageurs

### Accueil
Halte SNCF, c'est un point d'arrêt non géré (PANG) équipé de deux quais avec abris. Elle dispose d'une salle d'attente avec places assises au rez-de-chaussée du bâtiment voyageurs et d'un parking pour les véhicules.

### Desserte
Solignac - Le Vigen est desservie par des trains TER Nouvelle-Aquitaine de la ligne no 22, qui circulent entre Limoges et Brive-la-Gaillarde, via Uzerche.

## Galerie de photos

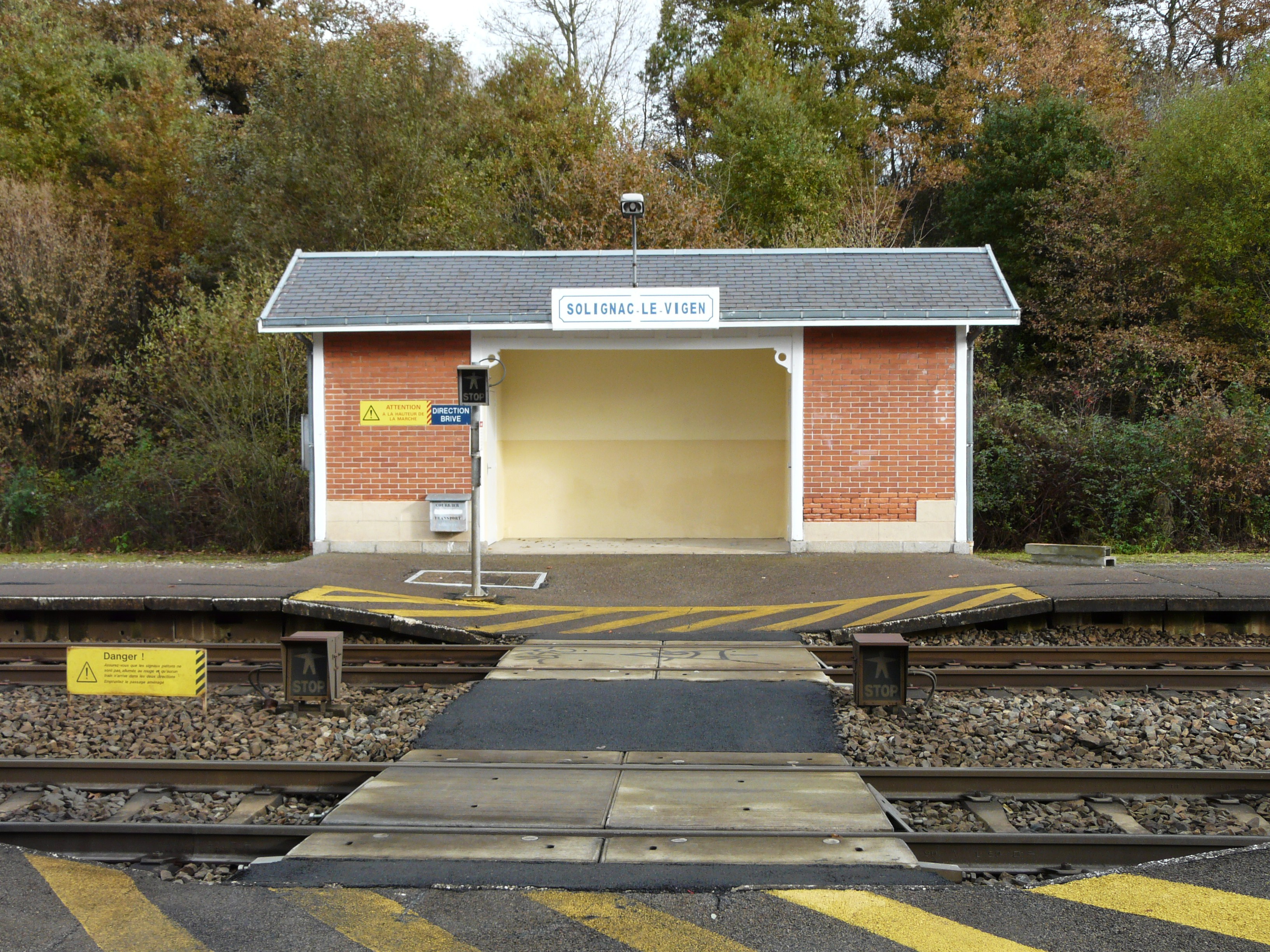
Abri voyageurs.
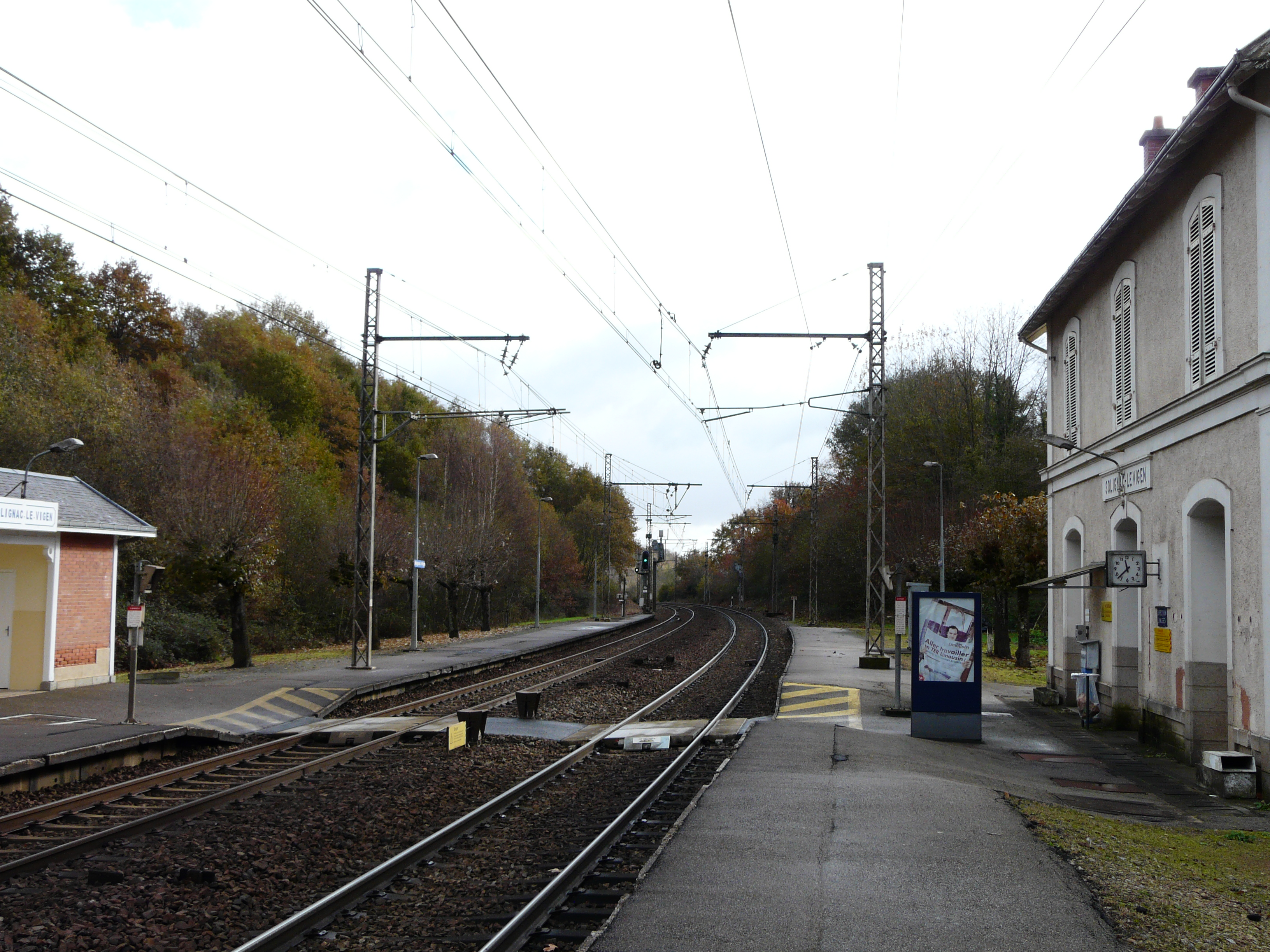
Les voies en direction de Brive-la-Gaillarde.
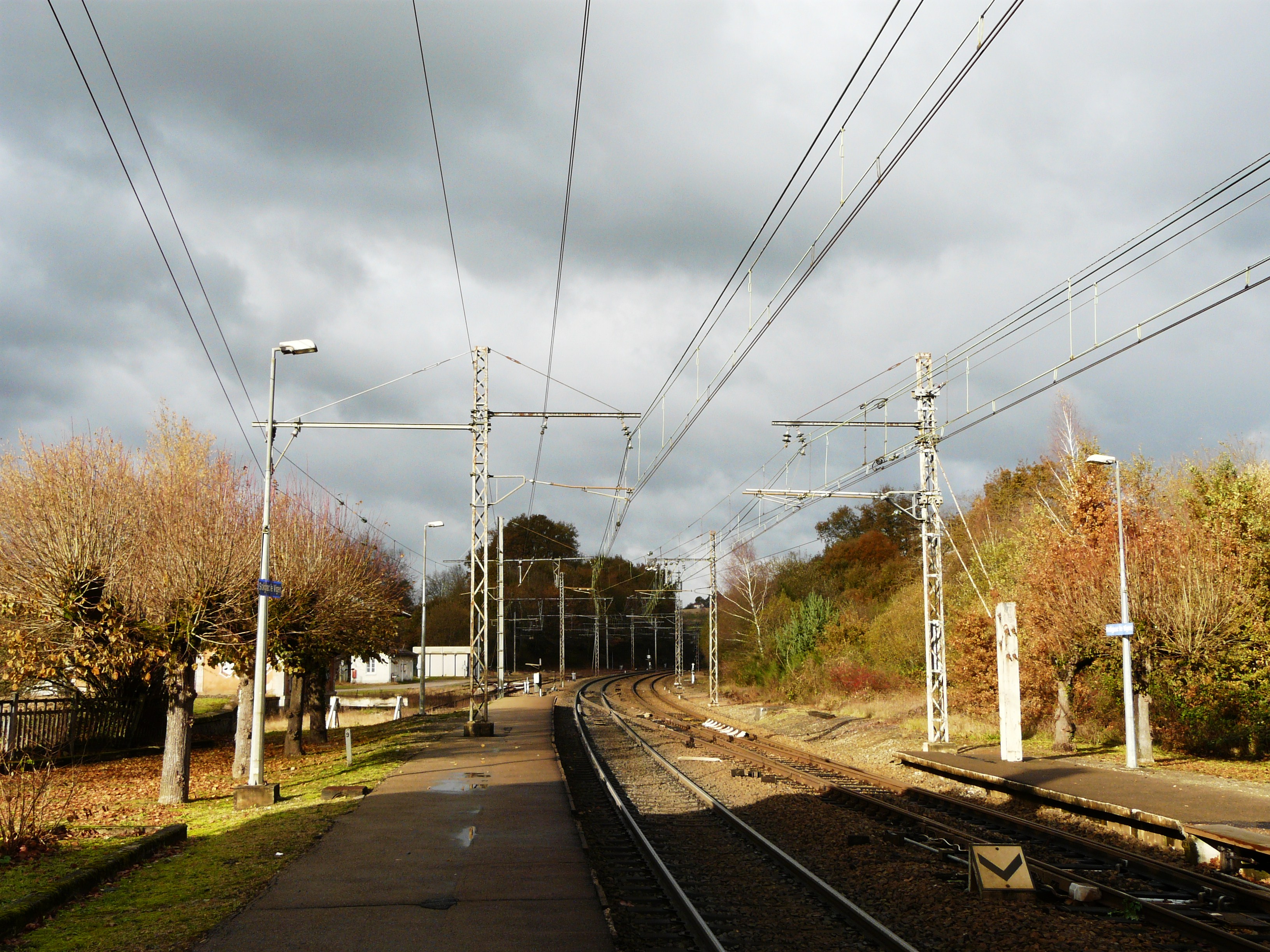
Les voies en direction de Limoges.
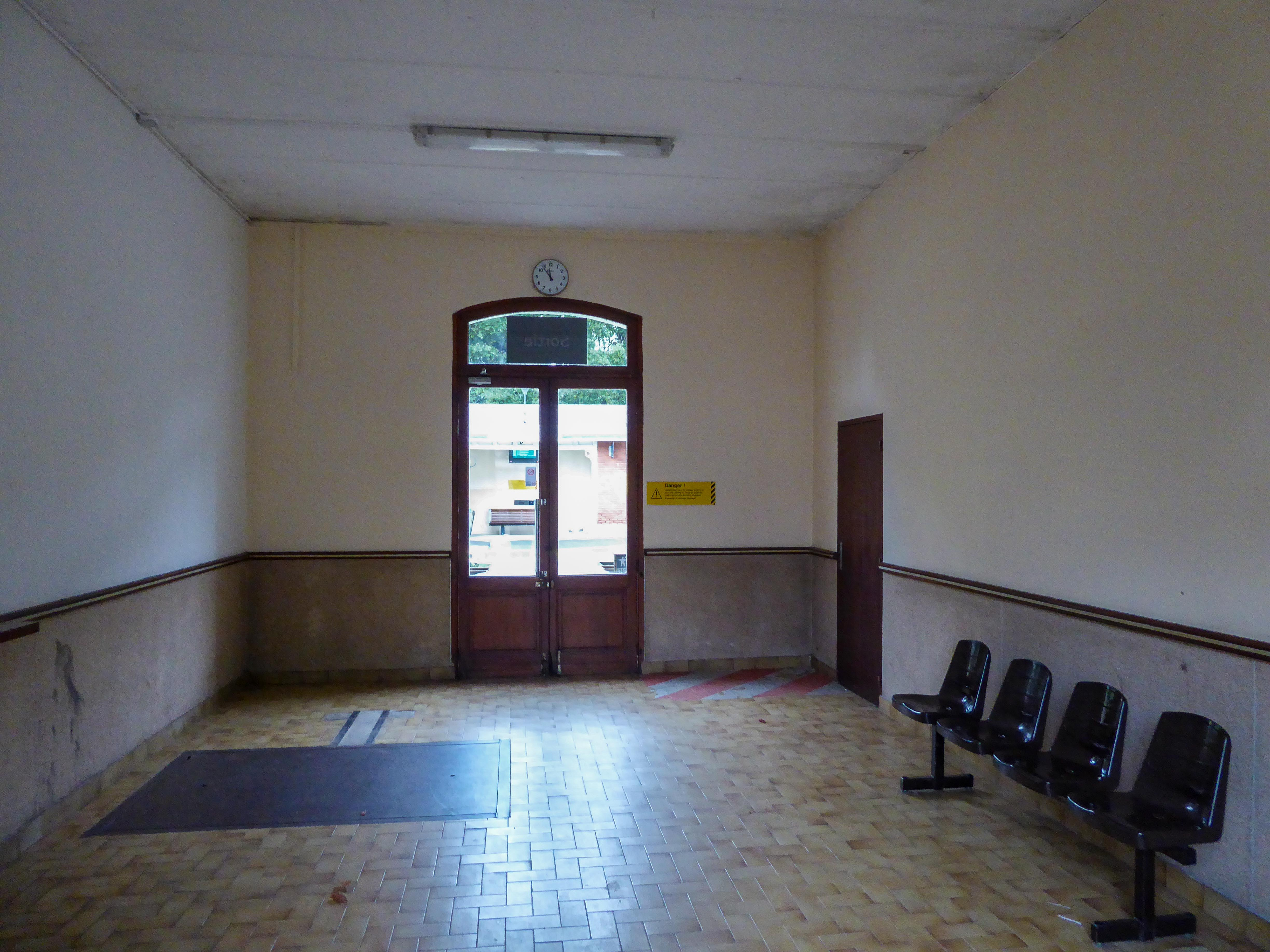
La salle d'attente de la gare.